# 若昂內瓦

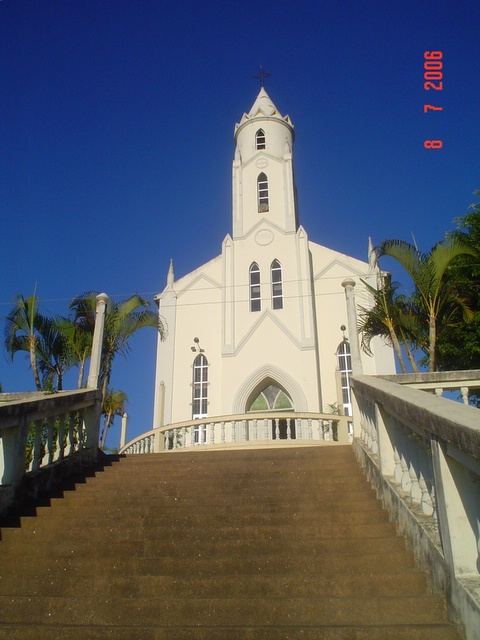
若昂內瓦

若昂內瓦（葡萄牙語：João Neiva），是巴西的城鎮，位於該國東南部，由聖埃斯皮里圖州負責管轄，始建於1988年5月11日，面積272平方公里，海拔高度80米，2014年人口16,946，人口密度每平方公里62.1人。